# Norisring
Le Norisring est un circuit urbain destiné aux compétitions automobiles situé dans la ville de Nuremberg en Allemagne. Nuremberg se disant Nürnberg en Allemagne, et afin de ne pas prêter à confusion avec le Nürburgring, le circuit tire son nom de "Noris", l'ancien nom latin de la ville.

## Histoire
Pendant la seconde guerre mondiale, le Zeppelinfeld (actuellement Norisring), projet d' Hitler et de son architecte Albert Speer ont construit ce bâtiment dans le but d'accueillir le congrès annuel du NSDAP. Une croix gammée située sur le toit du bâtiment a été détruite à la fin de la seconde guerre mondiale par les Américains en 1945 à la suite de la défaite d'Hitler contre l'Armée rouge.
Inauguré en 1947, le circuit, dans sa configuration actuelle, est d'une longueur approximative de 2 300 mètres. Il accueille notamment chaque année une manche du championnat allemand DTM ainsi qu'un meeting de Formule 3 Euro Series.
Ce circuit est l'un des plus courts circuits de courses internationales du monde (2,3 km) avec les circuits de Pau (France) de 2,760 km et de Trois-Rivières (Canada) de 2,43 km.
En 1986 et 1987, le circuit accueille le championnat du monde des voitures de sport.